# Militantisme performatif
Le militantisme de performance est le fait d'afficher très visiblement un soutien à une cause sans nécessairement agir concrètement dans le même sens, généralement dans le but d'améliorer son image.

## Histoire
En 1998, Barbara Green publie Spectacular Confessions: Autobiography, Performative Activism, and the Sites of Suffrage sur le droit de vote des femmes en Australie (en) à l'époque de la Fédération de l'Australie.
En 2015, le terme est à nouveau utilisé et désigne une forme de militantisme qui s'appuie sur une performance artistique, avec par exemple une installation artistique sur une clôture et un spectacle de danse.
En février 2017, Jeff Ihaza, journaliste du site The Outline, affirme : one of the most crippling tendencies of modern liberals is their obsession with being seen, whether it be at a protest wearing a fuzzy pink hat alongside Madonna or in viral tweets totally owning the president. This preoccupation with optics is more often than not frighteningly self-centered (« une des tendances les plus handicapantes des libéraux de gauche modernes sont leur obsession avec la visibilité, que ce soit à une manifestation en portant un bonnet rose tout doux avec Madonna ou dans des tweets viraux trop méchants pour le président. Cette préoccupation pour l'apparence est généralement effroyablement égocentrique »). En 2017 également et après l'attaque à la voiture-bélier à Charlottesville, l'écrivain Ernest Owens décrit le militantisme performatif comme un militantisme about making cheap symbolic gestures and catchy remarks to center yourself instead of the issue (« qui s'appuie sur des gestes symboliques sans effort et des remarques accrocheuses pour se faire remarquer au lieu de parler du vrai problème »).
En septembre 2018, Lou Constant-Desportes, éditeur en chef du site AFROPUNK, démissionne de son poste en citant un militantisme performatif basé sur l'utilisation de concepts de justice sociale pour le marketing, ou woke washing.
L'expression gagne en popularité après la mort de George Floyd en 2020 : plusieurs organisations commencent à publier des conseils sur la manière de militer de façon efficace et d'éviter le piège du militantisme performatif,. Le 1er juin 2020, la chanteuse Lorde dénonce le militantisme performatif sur les réseaux sociaux, en particulier par des célébrités blanches comme elle-même,,.
Le 2 juin 2020, environ 28 millions de personnes participent au Blackout Tuesday sur Instagram : c'est plus du double du nombre de personnes ayant signé la pétition que l'opération cherche à soutenir, en faisant alors un exemple de militantisme performatif.